# Bakhuizen
Bakhuizen (en frison : Bakhuzen) est un village de la commune néerlandaise de De Fryske Marren, situé dans la province de Frise.

## Géographie
Le village s'élève sur une colline d'argile à blocaux, dans la région vallonnée du Gaasterland, à l'extrémité sud-ouest du territoire de De Fryske Marren et en limite avec la commune de Súdwest-Fryslân.

## Histoire
Bakhuizen est un village de la commune de Gaasterlân-Sleat avant le 1er janvier 2014, où celle-ci fusionne avec Lemsterland et Skarsterlân pour former la nouvelle commune de De Friese Meren, devenue De Fryske Marren en 2015.

## Démographie
Le 1er janvier 2018, le village comptait 1 065 habitants.